# Праліси і квазіпраліси Явірницького лісництва
Праліси і квазіпраліси Явірницького лісництва — пралісова пам'ятка природи місцевого значення. Об'єкт розташований на території Верховинського району Івано-Франківської області, ДП «Верховинське лісове господарство», Явірницьке лісництво, квартал 27, виділи 3, 13, 15, 16, 19; квартал 36, виділи 13, 14, 16.
Площа — 85,9 га, статус отриманий у 2020 році.